# Xã Jefferson, Quận Pierce, Bắc Dakota
Xã Jefferson (tiếng Anh: Jefferson Township) là một xã thuộc quận Pierce, tiểu bang Bắc Dakota, Hoa Kỳ. Năm 2010, dân số của xã này là 45 người.